# John Seach
John Seach (...) è un astronomo amatoriale australiano, di professione vulcanologo.
John Seach è un vulcanologo, produttore televisivo e astronomo australiano residente a Chatsworth Island nel Nuovo Galles del Sud (Australia). È membro della International Association of Volcanology and Chemistry of the Earth's Interior (IAVCEI) .

## Studi
Ha preso una laurea in Scienze all'Università di Sydney ed un master universitario in Astronomia presso la Università James Cook (Australia) .

## Scoperte
Seach ha scoperto o coscoperto al 28 giugno 2025 dodici nove, in ordine di scoperta:
| Nova         | Data della scoperta | Coscopritori  | Note e fonti                                                      |
| V5585 Sgr    | 20 gennaio 2010     | -             | [ 3 ] [ 4 ]                                                       |
| V1312 Sco    | 1 giugno 2011       | -             | [ 5 ] [ 6 ]                                                       |
| V1313 Sco    | 6 settembre 2011    | Yuji Nakamura | [ 7 ] [ 8 ]                                                       |
| V834 Car     | 26 febbraio 2012    | -             | [ 9 ]                                                             |
| V1368 Cen    | 23 marzo 2012]      | -             | [ 10 ]                                                            |
| LMC 2012-03a | 26 marzo 2012       | -             | situata nella Grande Nube di Magellano, possibile nova ricorrente |
| V1428 Cen    | 5 aprile 2012       | -             | [ 13 ]                                                            |
| V2677 Oph    | 19 maggio 2012      | -             | [ 14 ]                                                            |
| V1369 Cen    | 2 dicembre 2013     | -             | [ 15 ]                                                            |
| V5668 Sgr    | 15 marzo 2015       | -             | [ 16 ]                                                            |
| FM Cir       | 19 gennaio 2018     | -             | [ 17 ]                                                            |
| V572 Vel     | 25 giugno 2025      | -             | [ 18 ]                                                            |